# Nationaal park Zombitse Vohibasia
Het Nationaal park Zombitse Vohibasia is een beschermd natuurgebied van 363 km² in het zuidwesten van Madagaskar in de regio Atsimo-Andrefana, circa 90 kilometer ten westen van het Nationaal park Isalo en 20 kilometer ten noordoosten van Sakaraha.
Het nationaal park werd in 1997 opgericht en wordt sinds 28 september 2002 beheerd door Madagascar National Parks. Het redelijk vlakke terrein heeft een oppervlakte van 36.308 hectare en bestaat uit drie verschillende gebieden: het Zombitsewoud (16.845 hectare), Isoky Vohimena (3.293 hectare) en Vohibasia (16.170 hectare). Het park bestaat uit droog loofbos, moerassen en savanne. De Bara, een volk van veehoeders, leven in Zombitse Vohibasia. De rivieren die door het park Zombitse Vohibasia stromen, vormen een reservoir voor de omliggende rijstvelden mede dankzij de zijrivieren Taheza en Fiherenana. Het is over het algemeen warm en droog in de regio, met een gemiddelde temperatuur van 23 à 24 °C en een regenval van 721 tot 833 millimeter.

## Fauna
In Zombitse Vohibasia bevinden zich 47% van de endemische vogels van Madagaskar (85 soorten), zoals de zeldzame lokale endemische soort Apperts tetraka, die enkel in het bos leeft. Verder zijn er 33 reptielen en acht amfibieën gemeld, zoals de gekko Phelsuma standingi, die ook lokaal endemisch is in het park. Er zijn 15 soorten kleine zoogdieren, twee soorten roofdieren en acht soorten lemuren opgetekend. De verreauxsifaka's en ringstaartmaki's zijn vaak langs de toegangsweg van het park al te zien.

### Dagactievelemuren
- Ringstaartmaki (Lemur catta)
- Verreauxsifaka (Propithecus verreauxi)
- Eulemur rufifrons

### Nachtactievelemuren
- Dwergmuismaki (Microcebus murinus)
- Vetstaartkatmaki (Cheirogaleus medius)
- Coquereldwergmaki (Mirza coquereli)
- Lepilemur hubbardi
- Phaner pallescens

### Roofdieren
- Fretkat of fossa (Cryptoprocta ferox)
- Rassé (Viverricula indica, geïntroduceerd)

### Tenreks
- Gewone tenrek (Tenrec ecaudatus)
- Grote egeltenrek (Setifer setosus)
- Kleine egeltenrek (Echinops telfairi)
- Aardtenrek (Geogale aurita)

### Knaagdieren
- Eliurus myoxinus
- Macrotarsomys bastardi

### Vleermuizen
- Mauritiusgrafvleermuis (Taphozous mauritianus)
- Scotophilus robustus
- Mormopterus jugularis
- Tadarida midas

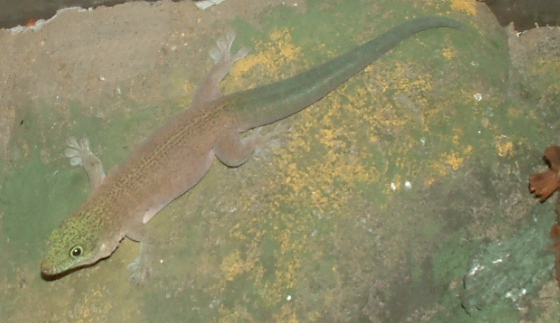
Phelsuma standingi
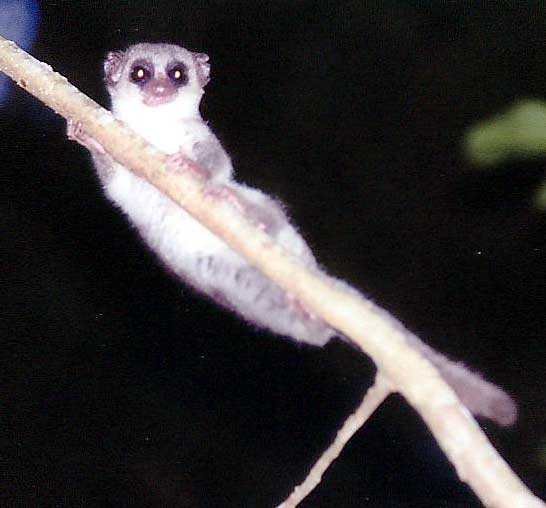
Vetstaartkatmaki
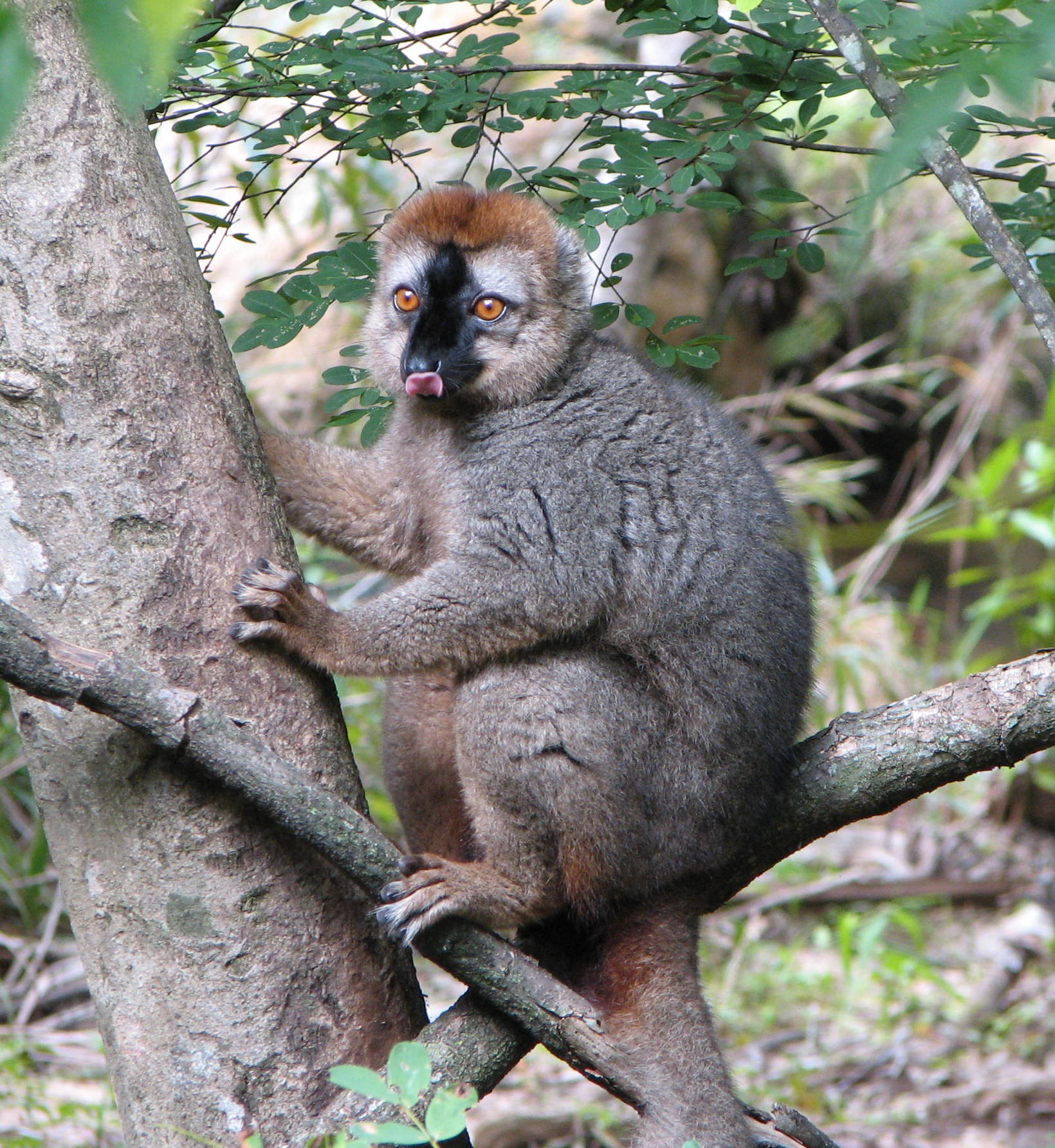
Eulemur rufifrons
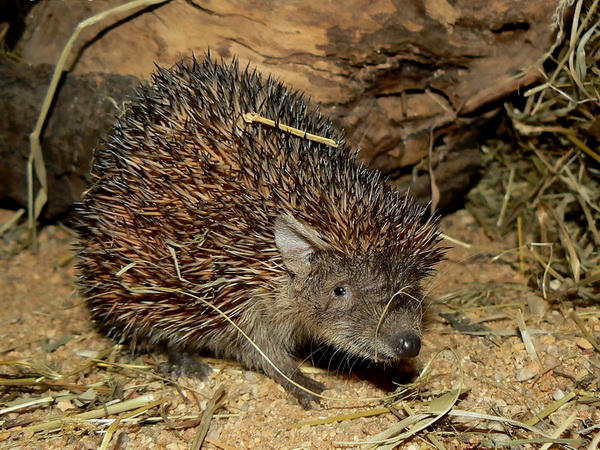
Kleine egeltenrek

## Flora
Zombitse-Vohibasia fungeert als een overgangszone tussen de droge en de vochtige bossen van Madagaskar. Daarom is de flora binnen het beschermde gebied bijzonder rijk. Baobabs en diverse orchideeën komen er veelvuldig voor.

## Parkbezoek
Het park is te bereiken via de Route nationale 7 en is het hele jaar door open. Overnachten in het kamp is mogelijk, maar de faciliteiten zijn minimaal. Vanuit het parkkantoor zijn wandelroutes uitgezet en men kan hier tevens een gids huren.